# The Goddess of Sagebrush Gulch
The Goddess of Sagebrush Gulch è un cortometraggio muto del 1912 diretto da David W. Griffith.
Tratto dal romanzo di Bret Harte (1836-1902), venne prodotto dalla Biograph Company e fu distribuito nelle sale USA dalla General Film Company il 25 marzo 1912. Protagonista del film era Blanche Sweet.

## Produzione
Prodotto dalla American Mutoscope and Biograph Company, il film venne girato in California.

## Distribuzione
Il film - un cortometraggio in una bobina - venne distribuito nelle sale USA dalla General Film Company il 25 marzo 1912. Ne venne fatta una riedizione che uscì il 30 ottobre 1916. La pellicola, ancora esistente, è stata masterizzata in DVD, distribuita negli Stati Uniti nel 2006.